# Theta Doradus
Theta Doradus (22 Doradus) é uma estrela na direção da constelação de Dorado. Possui uma ascensão reta de 05h 13m 45.43s e uma declinação de −67° 11′ 07.3″. Sua magnitude aparente é igual a 4.81. Considerando sua distância de 546 anos-luz em relação à Terra, sua magnitude absoluta é igual a −1.31. Pertence à classe espectral K2III.